# Iwan Iwanowitsch Alexejew
Iwan Iwanowitsch Alexejew (russisch Иван Иванович Алексеев; * Juli 1895 im Dorf Slawatino (russ. Славатино), Gouvernement Nowgorod; † 25. Februar 1939 in Moskau) war ein hoher sowjetischer Funktionär der KPdSU.

## Leben
Der Vater, ein Arbeiter, war in der Stahlindustrie tätig. Nach dem Besuch der Petersburger Stadtschule arbeitete Iwan ab 1908 im Petersburger Putilow-Werk als Schlosser. Wegen Teilnahme an einem Streik wurde er im Februar 1916 verhaftet und kam in ein Strafbataillon. Doch bereits ein halbes Jahr darauf wurde er bei der regulären Truppe in einem Regiment als Büchsenmacher ausgebildet. Ab April 1917 arbeitete Iwan Alexejew wieder im Putilow-Werk, wurde in den dortigen Betriebsrat gewählt und trat im Mai 1917 der SDAPR(B) bei. Bis 1918 kämpfte er dann in der Petrograder Roten Garde, war dort bis Dezember Adjutant des Kommandeurs sowie im Petrograder Kriegskommissariat für die Versorgung der Truppe zuständig und wurde bis zum Mai 1919 als Ausbilder eingesetzt. Bis 1926 folgte der Dienst in der Roten Armee. Im September wurde Iwan Alexejew Werkdirektor in der Elektroindustrie.
1928–1934 war er Parteisekretär im ehemaligen Putilow-Werk und Gewerkschaftsvorsitzender der Leningrader Maschinenbauer.
Am 15. Juni 1937 wurde Iwan Alexejew vom Politbüro des ZK der KPdSU in das Swerdlowsker Gebiet geschickt und wurde am 20. Juli Vorsitzender des Gebietskomitees dieser Partei. Als Nachfolger von Robert Eiche wurde er im November 1937 Erster Sekretär des Nowosibirsker Gebietskomitees der KPdSU.
Am 12. November 1938 wurde Iwan Alexejew verhaftet, von einem Militärgericht verurteilt und am 25. Februar 1939 erschossen.
Am 11. April 1956 – während Chruschtschows Tauwetter – wurde er postum rehabilitiert.

## Präsenz in den obersten Gremien der Sowjetmacht
- 1931: Mitglied des Allrussischen Zentralen Exekutivkomitees (15. Einberufung)
- 1934: Deputierter des XVII. Parteitages der KPdSU
- seit 10. Februar 1934: Mitglied der Zentralen Revisionskommission der KPdSU.[3]
- 1937: Deputierter des Obersten Sowjets der UdSSR (1. Einberufung[4])

## Ehrungen
- 1931 Leninorden